# Val Musetti
Valentino „Val” Musetti (ur. 7 stycznia 1943 roku w Pontremoli) – brytyjski kierowca wyścigowy pochodzenia włoskiego.

## Kariera
Musetti rozpoczął karierę w międzynarodowych wyścigach samochodowych w 1970 roku od startów w Brazylijskiej Formule Ford 1600, gdzie jednak nie zdobywał punktów. W późniejszych latach pojawiał się także w stawce Formuły Ford The Townsend Thoresen Formula Ford Race - Race of Champions Support Race, Brytyjskiej Formuły 3 BRSCC John Player, Brytyjskiej Formuły 3 BARC, Brytyjskiej Formuły 3 Lombard North Central, British Formula Atlantic Championship, John Player British Formula Atlantic Series, Internationales ADAC-Eifelrennen, Shellsport International Series, Europejskiej Formuły 2, Shellsport F1 Series, Formuła 1 Race of Champions, Aurora F1 Series, Budweiser/7-Eleven Can-Am Series, British F1 Series, Formuły 3000, World Sports-Prototype Championship, British Touring Car Championship oraz Interserie.
W Europejskiej Formule 2 Brytyjczyk wystartował w jednym z wyścigów sezonu 1977 z brytyjską ekipą David Price Racing. Nie zdobywał jednak punktów.
W Formule 3000 Musetti wystartował podczas wyścigu na torze Donington Park w sezonie 1985 z brytyjskim zespołem Lola Motorsport. Zakończył wyścig na piętnastym miejscu. Został sklasyfikowany na 29 pozycji w końcowej klasyfikacji kierowców.